# Període Taishō
L'era Taishō (大正時代, Taishō jidai, lit. "era de la gran rectitud"), o període Taishō és una divisió de la història del Japó que comprèn del 30 de juliol de 1912 al 25 de desembre de 1926, coincidint amb el regnat de l'Emperador Taishō, Yoshihito.
La salut del nou emperador era fràgil, cosa que va provocar un canvi en el poder polític del país, del vell grup oligàrquic (o genrō) cap a la Dieta del Japó i els partits democràtics. Per tant, l'era és considerada com un període de moviment liberal conegut comunament en el Japó com "democràcia Taishō"; usualment diferenciada de la caòtica era Meiji que el va precedir i del consegüent militarisme de l'era Shōwa.
L'emperador Meiji va morir el 1912 i el va succeir l'emperador Taishō. L'agost de 1914, després de l'esclat de la Primera Guerra Mundial, el Japó va enviar un ultimàtum a Alemanya, sol·licitant l'evacuació del territori de Jiaozhou (Kiaochow), al nord-est de la Xina. Quan Alemanya es va negar a complir-lo, el Japó va entrar en la guerra del costat dels aliats. Les tropes nipones van ocupar les possessions alemanyes de les illes Marshall, Carolines i Mariannes a l'oceà Pacífic. El 1915, l'Imperi va presentar les Vint-i-una Demandes a la Xina, en les quals sol·licitava privilegis industrials, miners i ferroviaris i obligava la Xina a no llogar ni cedir cap territori costaner davant Taiwan a cap país que no fos Japó. Aquestes peticions, algunes de les quals van ser ràpidament garantides, van ser la primera declaració d'una política de dominació sobre la Xina i l'Àsia Orient. Un any després, el 1916, la Xina va cedir els drets comercials de Mongòlia interior i el sud de Dongbei Pingyuan (Manxúria) al Japó. Com a resultat de l'acord de pau de la Primera Guerra Mundial, Japó va rebre les illes del Pacífic que havia ocupat com a mandat de la Societat de Nacions, organització de la qual l'emperador nipó va ser un dels membres fundadors. Japó també va rebre el territori de Jiaozhou, però va ser retornat a la Xina com a resultat del Tractat de Shandong (Shantung), signat durant la Conferència de Washington el 1922.
Aquesta conferència també va donar com a resultat el canvi de l'aliança anglo-japonesa pel Tractat de les Quatre Potències, pel qual Japó, França, Gran Bretanya i Estats Units es comprometien a respectar els territoris de l'oceà Pacífic i consultar si s'amenaçaven els seus drets territorials, i el Tractat de les Nou Potències (Bèlgica, Gran Bretanya, Països Baixos, Portugal, Japó, França, Itàlia, Xina i Estats Units), en el qual els signataris respectaven la integritat territorial i la sobirania de la Xina. Un tractat addicional entre Gran Bretanya, Estats Units, Japó, França i Itàlia va acordar limitar els efectius navals: l'Armada japonesa es va limitar a 315.000 tones. Amb l'adopció dels tractats de Shandong i de les Nou Potències, el Japó va demostrar una actitud conciliadora cap a la Xina, tot i els interessos comercials japonesos en aquest país.